# 76 Freia
Freia /ˈfreɪ.ə/ (định danh hành tinh vi hình: 76 Freia) là một tiểu hành tinh rất lớn ở vành đai chính. Quỹ đạo của nó ở phần bên ngoài của vành đai tiểu hành tinh và nó được xếp vào nhóm tiểu hành tinh Cybele. Thành phần cấu tạo của nó rất nguyên thủy và bề mặt của nó có màu cực tối. Freia do nhà thiên văn học Heinrich d'Arrest phát hiện ngày 21 tháng 10 năm 1862 tại Copenhagen, Đan Mạch và được đặt theo tên nữ thần Freyja trong thần thoại Bắc Âu. Đây là tiểu hành tinh duy nhất do Heinrich d'Arrest phát hiện.